# Johann Adam Weishaupt
Johann Adam Weishaupt (Ingolstadt, 6 febbraio 1748 – Gotha, 18 novembre 1830) è stato un filosofo tedesco, fondatore dell'Ordine degli Illuminati.

## Biografia

### Istruzione e formazione
Nel 1753 rimane orfano del padre, George Weishaupt, e viene adottato dal padrino di battesimo, il Barone Johann Adam Ickstatt (1702-1776), rettore dell'Università di Ingolstadt e membro del Privy Council. Nato e cresciuto a Ingolstadt, in Baviera, ottenne il ruolo di professore di diritto canonico nel 1772. Sebbene fosse stato educato dai Gesuiti e fosse certamente influenzato dalla discrezione, la lealtà e l'obbedienza gerarchica della Società di Gesù e per un certo periodo ne fosse stato anche un membro, la sua nomina a professore di diritto naturale e canonico all'Università di Ingolstadt nel 1775 (primo laico a ricoprire questo incarico) fu per i Gesuiti una vera offesa. Egli ruppe i rapporti con loro e divenne sempre più di idee liberali sia in politica sia in religione, a favore del deismo e contro gli stati e le religioni organizzate.

### La fondazione degliIlluminati
Con l'aiuto del barone Adolph Knigge, il 1º maggio 1776 Weishaupt formò l'Ordine dei Perfettibilisti, che in seguito fu conosciuto con il nome di Ordine degli Illuminati. All'interno dell'ordine assunse lo ieronimo di Spartacus. Sebbene l'ordine non fosse propriamente né egualitario né democratico, la sua missione era quella di stabilire un nuovo ordine delle cose che portasse all'abolizione dei governi e delle religioni.
Weishaupt fu iniziato in Massoneria nella Loggia Theodor zum guten Rath, a Monaco nel 1777 dal barone Adolph Knigge. Fu molto osteggiato il suo progetto di «...illuminazione, rischiarare la comprensione con il Sole della ragione, che disperderà le nubi della superstizione e del pregiudizio». Presto, però, sviluppò per proprio conto dei misteri gnostici allo scopo di perfezionare la natura umana attraverso l'educazione, per raggiungere lo stato di natura, libero dai governi e dalle religioni organizzate. Cercò anche di incorporare il suo Illuminismo in quello della Massoneria. Il razionalismo radicale di Weishaupt non aveva molte probabilità di successo, con la sua idea di spazzare via le nazioni e le religioni, la proprietà privata e il matrimonio, usando il vocabolario della rivoluzione francese.

### L'esilio e la morte
Alcuni scritti di Weishaupt, intercettati nel 1784, furono considerati sediziosi dalle autorità nazionali e portarono allo scioglimento dell'Ordine da parte dell'Elettore di Baviera Carlo Teodoro, nel 1784. Weishaupt perse il suo incarico all'Università di Ingolstadt e costretto a fuggire dalla Baviera. Riparò nella città di Gotha, e durante tale periodo ricevette l'aiuto del duca Ernesto II di Sassonia-Gotha-Altenburg. Morì a Gotha nel 1811, ma i suoi ultimi anni sono avvolti nell'oscurità, tanto che alcune fonti ritengono che sia morto nel 1830.

## Influenza sul pensiero moderno
Malgrado la difficoltà di trasformare l'utopia in pratica, l'opera politica di Weishaupt ebbe tuttavia importanti influenze sulle dottrine di alcune componenti del socialismo utopistico, del comunismo e della creazione di un organismo superiore alle nazioni (quale possono essere oggi le Nazioni Unite), su ambienti della Rivoluzione francese e, in particolare, sulla Comune di Parigi, tra cui va ricordato Filippo Buonarroti, che fu un attivo ideologo e continuatore delle dottrine del Weishaupt.
Infatti l'opera politica, teorica e pratica di Weishaupt, oltre ad avere avuto un importante impatto sui contemporanei e sui continuatori più immediati, ha esercitato un profondo influsso anche su aspetti del socialismo utopistico e del pensiero di Karl Marx, specialmente in rapporto al superamento dello stato nazionale e dell'individuazione di questo come strumento dell'affermazione dell'egemonia di alcune classi sociali che costringono le classi subalterne all'oscurantismo e alla subalternità. I riflessi di questa tesi sono rinvenibili in echi moderni come il Manifesto di Ventotene e nella moderna idea di federalismo.
Presente, sebbene secondario, l'aspetto magico dell'opera di Weishaupt, che realizza un paradosso commistionando l'occulto con l'Illuminismo, di cui è dimostrata la costruzione sociale secondo il meccanismo di una società segreta articolata in base allo schema in dieci gradi del diagramma gnostico-cabalistico, ripresa nel XX secolo dalla tradizione ermetica della Golden Dawn. Weishaupt sosteneva comunque che la conoscenza fosse una conquista del raziocinio e della logica. Difatti, tutto ciò che ci ha lasciato di scritto ce lo descrive come un razionalista e un materialista, che non ammetteva la possibilità di accedere alla conoscenza usando l'ermetismo o la magia. Anzi, le pratiche esoteriche di genere erano, per lui, “chimere”, "superstizioni”, come le religioni rivelate.
Nonostante ciò, egli viene spesso indicato come un iniziato o un mago. È però vero che giocava volentieri con simboli, immagini e terminologie misteriche, cosa spiegabile col fatto che si doveva muovere in un ambiente (le società segrete) dove l'esoterismo era una pratica molto diffusa. Però ciò non nega lo spirito essenzialmente anti-mistico del pensiero di Weishaupt, pensiero che andrà ad ispirare il socialismo utopistico. A riprova di ciò, nel marzo del 1785 l'ordine dei Rosacroce, conservatori e "mistici" profondi cultori di cabala ed ermetismo, fecero pressione (con successo) per la soppressione degli Illuminati di Baviera, al contrario radicali improntati al pensiero di Rousseau
Questi aspetti hanno riconquistato larga notorietà, tra l'altro, per via della larga fama degli scritti di Aleister Crowley. In relazione a questi sviluppi basti pensare alle varie teorie del complotto, tra cui le più famosa la teoria del complotto del Nuovo ordine mondiale, l'esistenza del gruppo Bilderberg e alcuni studiosi di tali ultimi, come il giornalista britannico David Icke.

## Opere
Scrisse, durante l'esilio a Gotha, una serie di opere sull'Illuminismo, tra le quali:
- (1786) Apologie der Illuminaten, ISBN 978-3-7448-1853-7.
- (1786) Vollständige Geschichte der Verfolgung der Illuminaten in Bayern.
- (1786) Schilderung der Illuminaten.
- (1787) Einleitung zu meiner Apologie.
- (1787) Kurze Rechtfertigung meiner Absichten.
- (1787) Nachtrag zur Rechtfertigung meiner Absichten.
- (1787) Apologie des Mißvergnügens und des Übels.
- (1787) Das Verbesserte System der Illuminaten.
- (1795) Pythagoras, oder Betrachtungen über die geheime Welt- und Regierungskunst.